# Austrochrysa hexasticha
Austrochrysa hexasticha är en insektsart som först beskrevs av Gerstaecker 1894.  Austrochrysa hexasticha ingår i släktet Austrochrysa och familjen guldögonsländor. Inga underarter finns listade i Catalogue of Life.